# 皂角铺站
皂角铺站是位于四川省绵阳市涪城区新皂镇的一座铁路车站，邮政编码621006。车站建于1955年，有宝成铁路经过该站。车站及其上下行区间均已电气化。车站距离宝鸡站560公里，隶属成都铁路局绵阳车务段，2021年因皂角铺铁路物流基地正式投入使用、货物业务量提升而从四等站提升为三等站。